# Franziskanermissionen in der Sierra Gorda

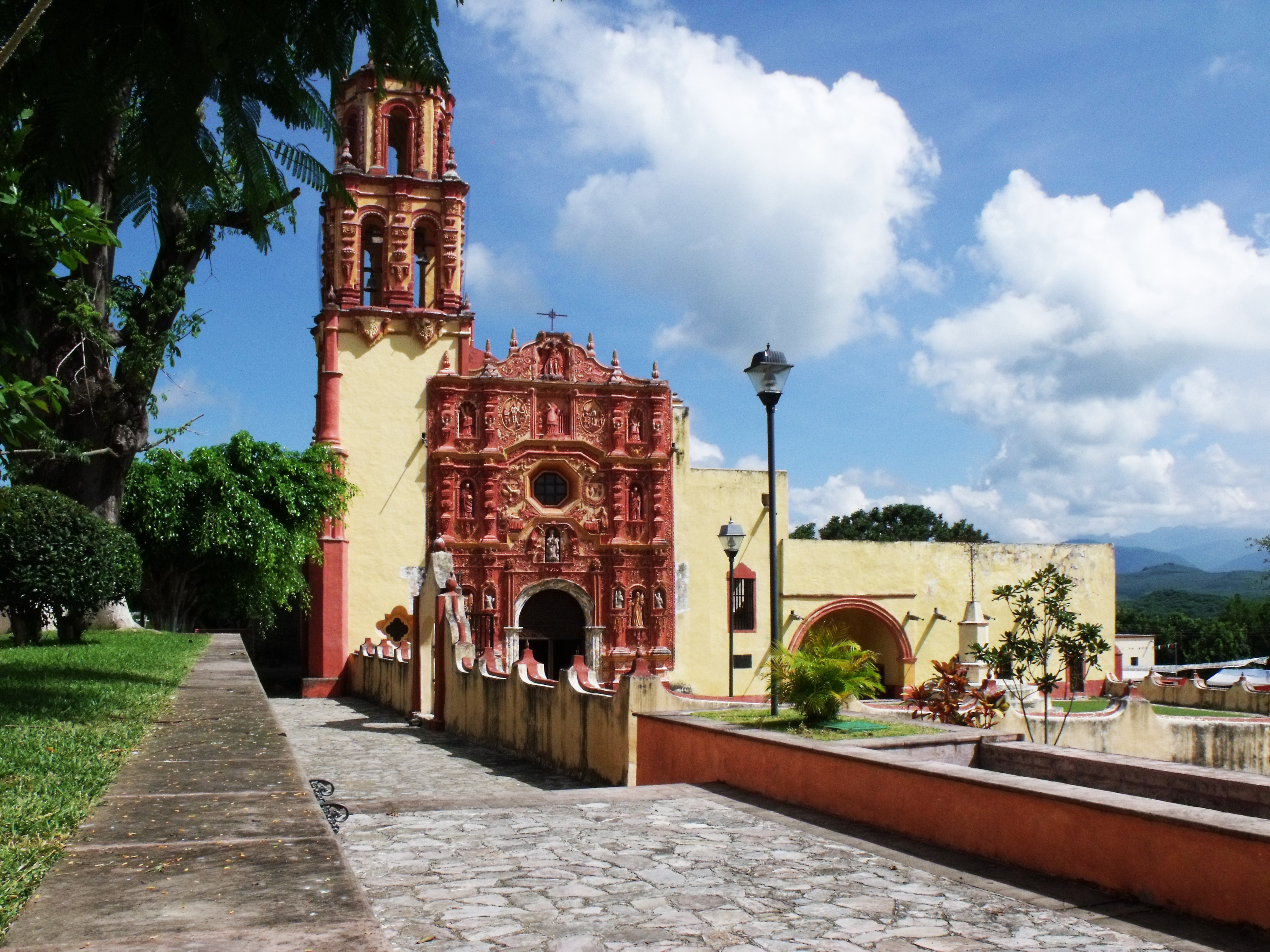
Missionskirche von Landa de Matamoros mit seitlicher Capilla abierta

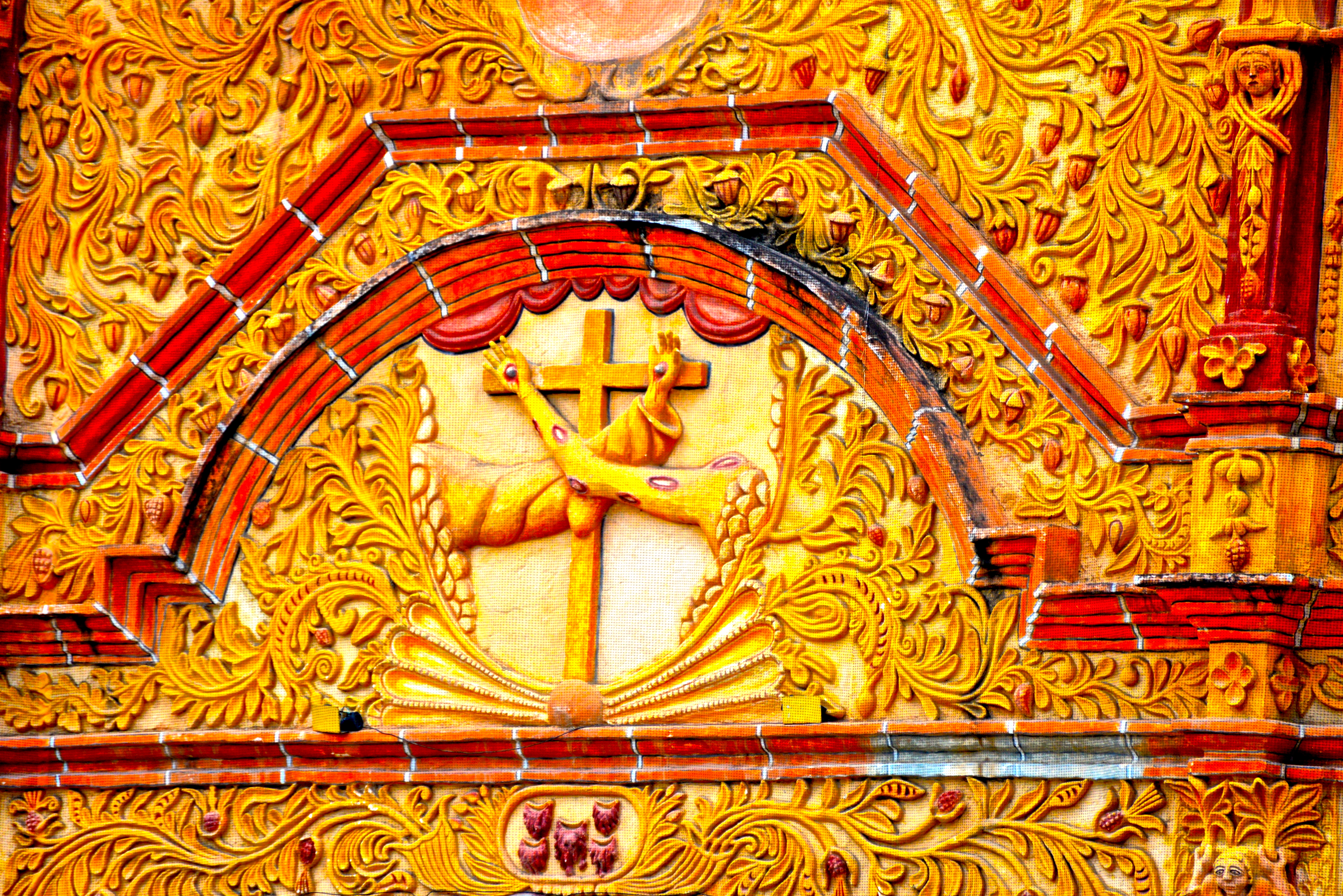
Detail der Kirchenfassade von Jalpan de Serra: Die Hände zweier erhobener und sich kreuzender Arme sind an ein Kreuz genagelt; einer ist mit dem Ärmel eines franziskanischen Habits bedeckt, der andere ist nackt und von Geschwüren übersät. Dasselbe Motiv findet sich im Fassadendekor vieler Missionskirchen der Franziskaner, nur in Tancoyol fehlt es.

Die Franziskanermissionen in der Sierra Gorda sind eine Gruppe von fünf ehemaligen Missionsklöstern der Franziskaner in der ca. 150 km (Luftlinie) nördlich von Mexiko-Stadt gelegenen Bergregion der Sierra Gorda. Sie wurden von der UNESCO im Jahr 2003 als Weltkulturerbestätten anerkannt. Einige wurden vom hl. Junípero Serra gegründet.

## Lage
Die ca. 700 bis 1100 m hoch gelegenen Missionsklöster befinden sich allesamt im heutigen Bundesstaat Querétaro. Manchmal stehen sie zentral in einem Ort oder aber weitgehend isoliert in einem weiträumigen Tal.

## Geschichte
Mit der Missionierung der abgelegenen und nur dünn besiedelten Gebirgsregion der Sierra Gorda war zunächst der Augustinerorden beauftragt worden, doch im Jahr 1601 unternahm der Franziskaner Lucas de los Ángeles eine Inspektionsreise durch die Provinz. Nur wenige Jahre später, 1609, übertrug der spanische Vizekönig Luis de Velasco y Castilla den Missionsauftrag an die Franziskaner. Um das Jahr 1750 kam der Minoritenbruder Junípero Serra in die Sierra Gorda und gab neue Anstöße zum Bau von Missionsstationen und Kirchen; im Jahr 1768 wurde er nach Kalifornien abberufen.

## Klöster und Bauzeit
- Misión de Santiago in Jalpan de Serra (1751–1758)
- Misión de San Miguel Concá (1750–1754)
- Misión de San Francisco de Asís im Valle de Tilaco (1754–1762)
- Misión de Nuestra Señora de la Luz in Tancoyol (um 1765)
- Misión de Santa María de la Purísima Concepción in Landa de Matamoros (1760–1768)

In einigen Quellen wird der Baubeginn der Kirchen von Landa de Matamoros und Tilaco mit 1774 angegeben.

## Architektur
Die Architektur der Klöster und Kirchen weicht lediglich in Details voneinander ab; es überwiegen hingegen zahlreiche bauliche Gemeinsamkeiten:
- ein riesiger mauerumschlossener Hof mit einem zentralen schmiedeeisernen Kreuz auf einem steinernen Unterbau
- eine Einturmfassade mit zumeist zwei oktogonalen Glockengeschossen
- ein dekorativ gestalteter Mittelteil im spätbarocken Stil des Churriguerismus
- eine seitliche ein- oder zweibogige Capilla abierta
- ein einziges Kirchenschiff mit einer auf einem oktogonalen Tambour aufruhenden Vierungskuppel
- eine zumeist flachschließende Apsis

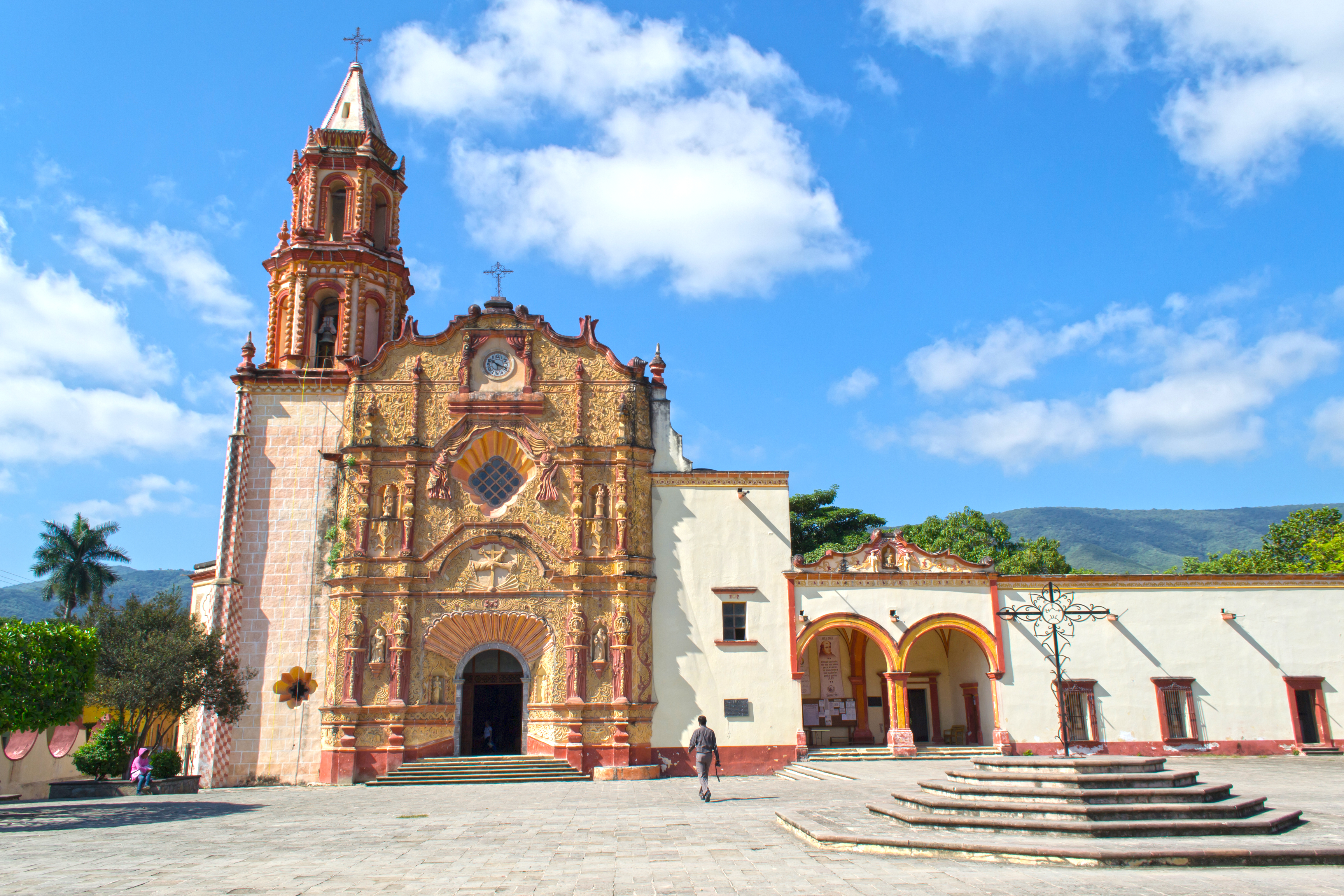
Misión de Santiago in Jalpan de Serra
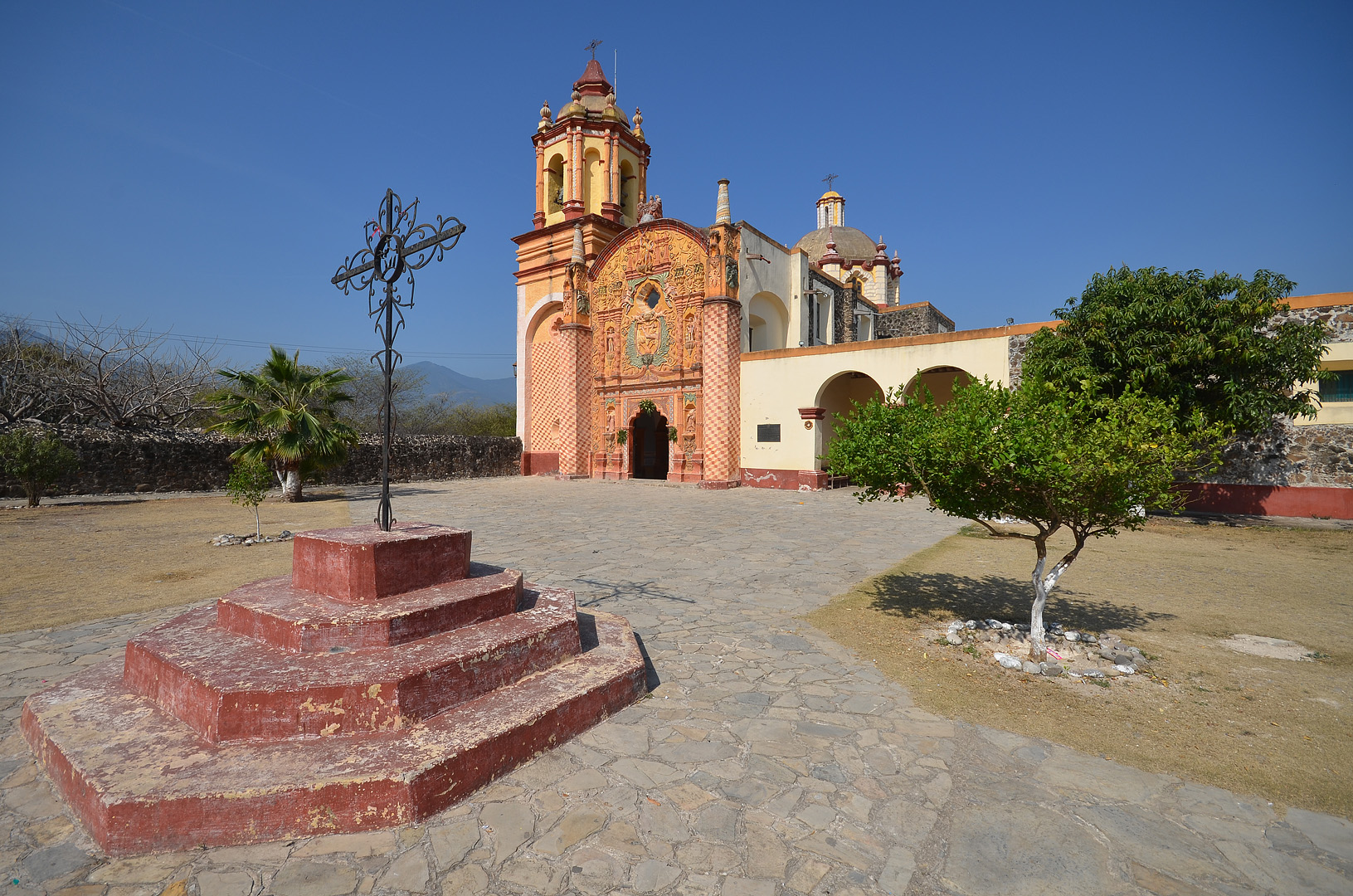
Misión de San Miguel Concá
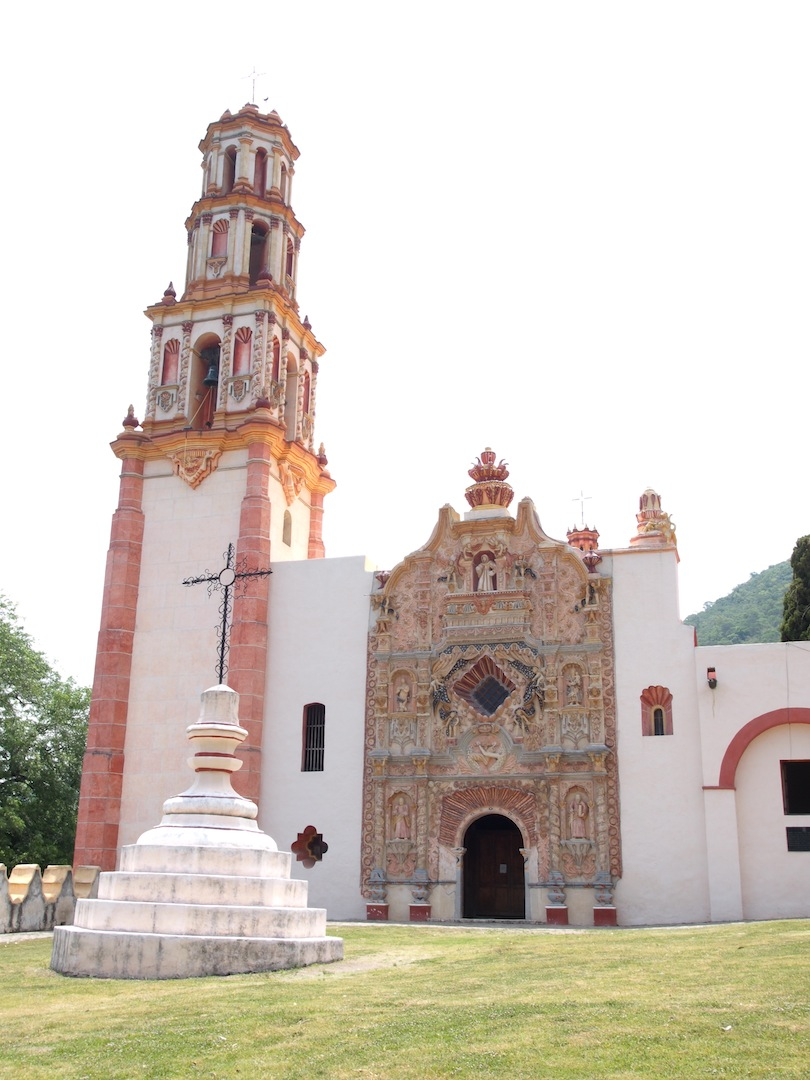
Misión de San Francisco de Asís im Valle de Tilaco
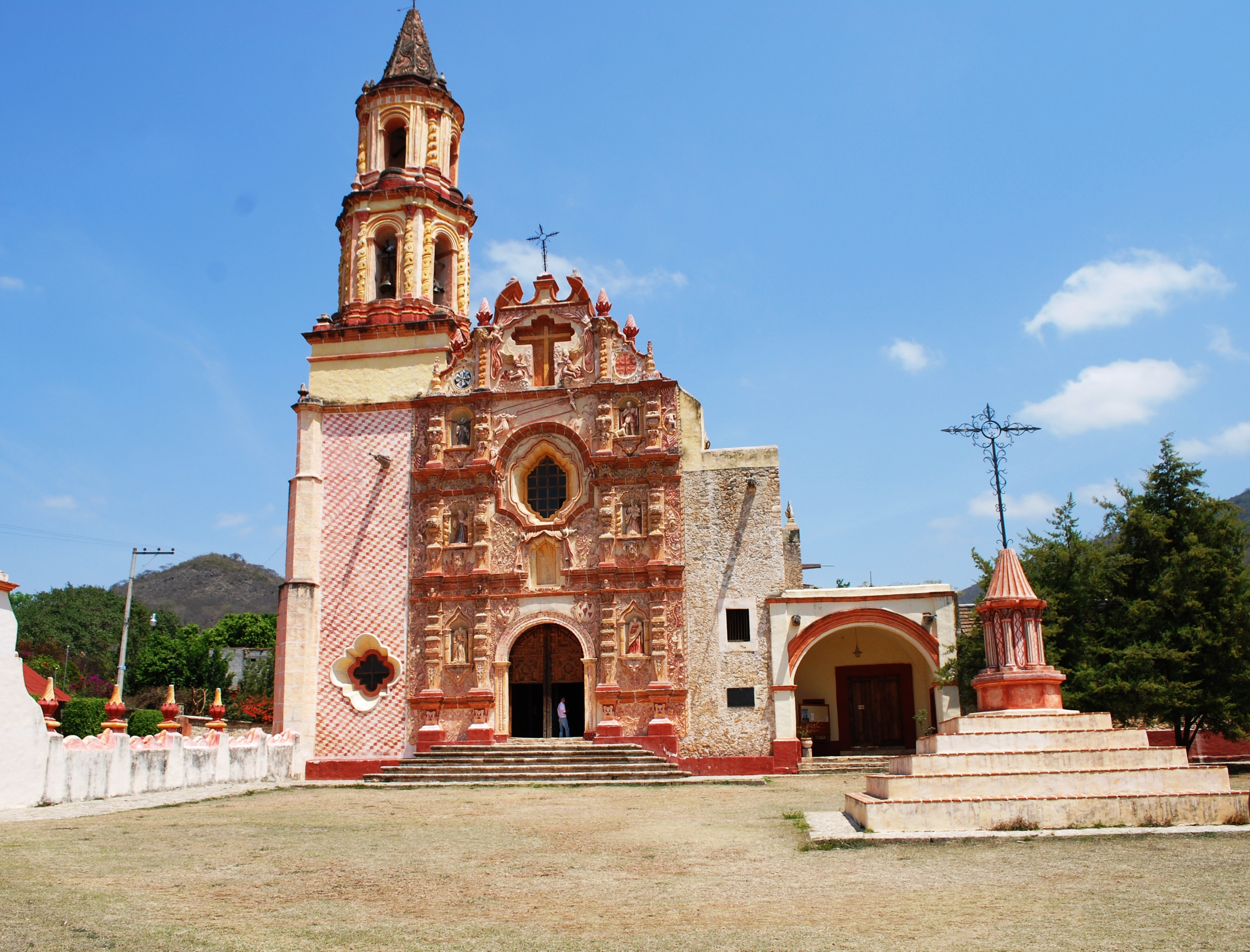
Misión de Nuestra Señora de la Luz in Tancoyol
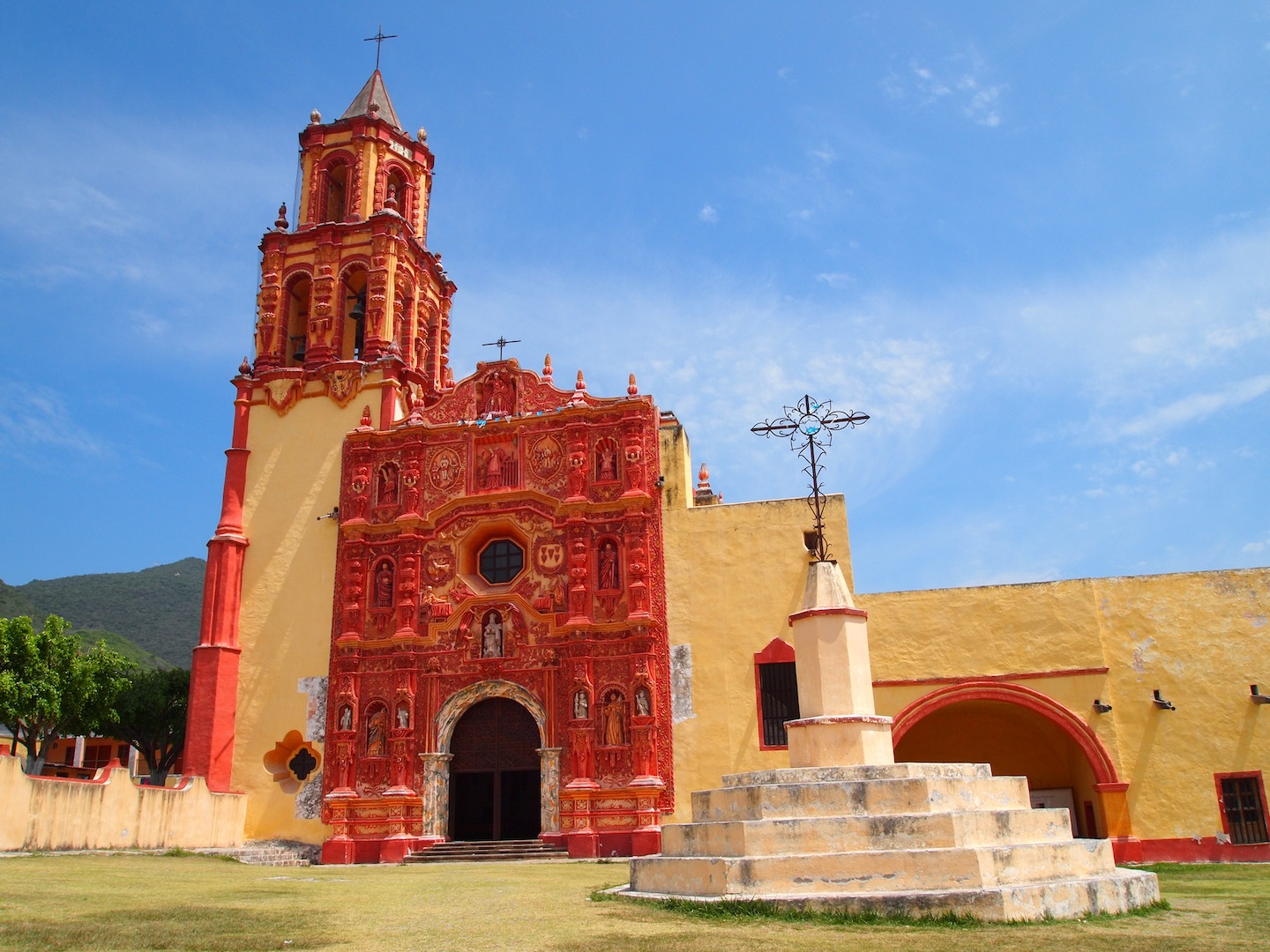
Misión de Santa María de la Purísima Concepción in Landa de Matamoros

## Sonstiges
Auch die im Jahr 1797 begonnene, aber niemals vollendete Kirche der Misión Bucareli auf dem Gemeindegebiet von Pinal de Amoles verdient Erwähnung, obwohl sie nicht zu den Welterbestätten gehört.